# 法語知識測試
法語知識測試（法語：Test de connaissance du français，簡稱）是專為母語為非法語人士所作的法語能力分級測試，由法國教育部委託法國教學國際中心（CIEP）辦理。TCF的成績可作為法國大學和高等專科學校入學要求的法語能力依據，亦可使用此成積作為求職時的語言能力證明，它也是移民魁北克時認可的證明項目。
TCF測驗被廣泛認可，它遵行歐洲理事會之歐洲共同語言參考標準，和同為法國教學國際中心（CIEP）所辦理的法語鑑定文憑進階級（DALF）同等級。
此測驗分A1（100-199分）、A2（200-299分）、B1（300-399分）、B2（400-499分）、C1（500-599分）、C2（600-699分）六個等級，最低階層次為A1（初級），最高階層次為C2（特高級）。
C1（高級）和C2（特高級）為精通法語程度。法國一流大學，如巴黎政治學院（Sciences-Po） ，採用TCF的C1作為母語非法語者是否能使用法語做學術討論和研究的主要及必要之評鑑證明。
這測驗包含了指定和自選項目。指定項目為閱讀、聽力和語言結構； 自選項目為寫作和口語。